# Penis

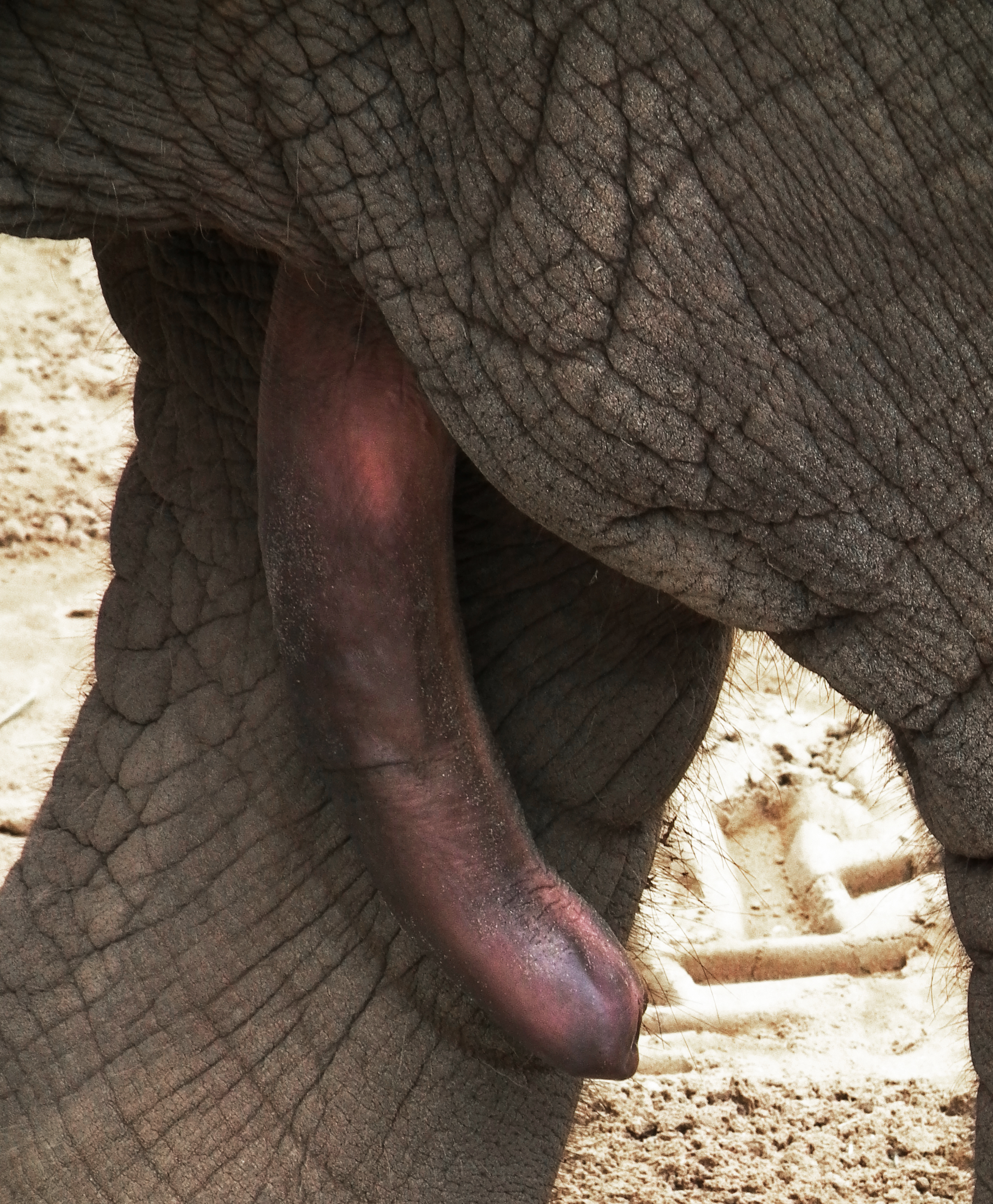
Erigovaný penis slona indického

Penis neboli pyj či falus je kopulační orgán samců či součást samčí rozmnožovací soustavy u hermafroditů. Vyskytuje se u mnoha druhů obratlovců a např. u hmyzu a měkkýšů. Všeobecně jsou jím vybaveni savci včetně člověka (viz lidský penis), penis má mnoho druhů hadů i někteří ptáci (např. pštros dvouprstý).

## Varianty
Penis se u jednotlivých zvířat velmi liší. Hmyz má penisy se složitou strukturou. V důsledku toho penis „sedí“ pouze na pohlavní orgány samice stejného druhu. Většina vačnatců, s výjimkou největších druhů klokanů, má penis na konci rozeklaný vedví.
Některá zvířata, například psi a vlci, mají pyjovou kost (os penis). Ke ztopoření pak dochází nejen v důsledku zvýšeného přívodu krve, ale také proto, že se tato kost vysouvá ven. U psů, koní nebo slonů je penis v klidovém stavu zatažen v předkožce.
Koňský penis (lofas) má široký žalud, který hřebci zaručuje pevné spojení s děložním hrdlem klisny. Kanci mají ze stejného důvodu penis spirálovitě zatočený. Rovněž u psů se část penisu (bulbus glandis) během kopulace zvětší a pohlavní orgán zůstává po několik minut pevně zaklesnutý uvnitř pochvy feny.

## Rozměry
Obecně platí, že penis zvířat je úměrný jejich tělesné velikosti, ale u různých druhů se to liší, a to i u druhů, které jsou si velmi blízce příbuzné. Například ztopořený penis dospělého gorilího samce je dlouhý 4 cm, zatímco u dospělého šimpanze, který je podstatně menší než gorila, je to asi 8 cm.
Penis rejska měří pouhých 5 mm, naopak plejtváka obrovského až 3 metry. Oslí i kančí měří kolem 45 cm; koně, mrože či nosorožce cca 60 cm. U slona je to přes 100 cm.
Největší pyj v poměru k velikosti těla (z obratlovců) má kachnice argentinská – dlouhý kolem 20 cm, což činí polovinu délky těla tohoto vodního ptáka. U svijonožců, malých mořských korýšů, je délka tohoto orgánu ovšem až 40násobkem velikosti jejich těla.

## Galerie

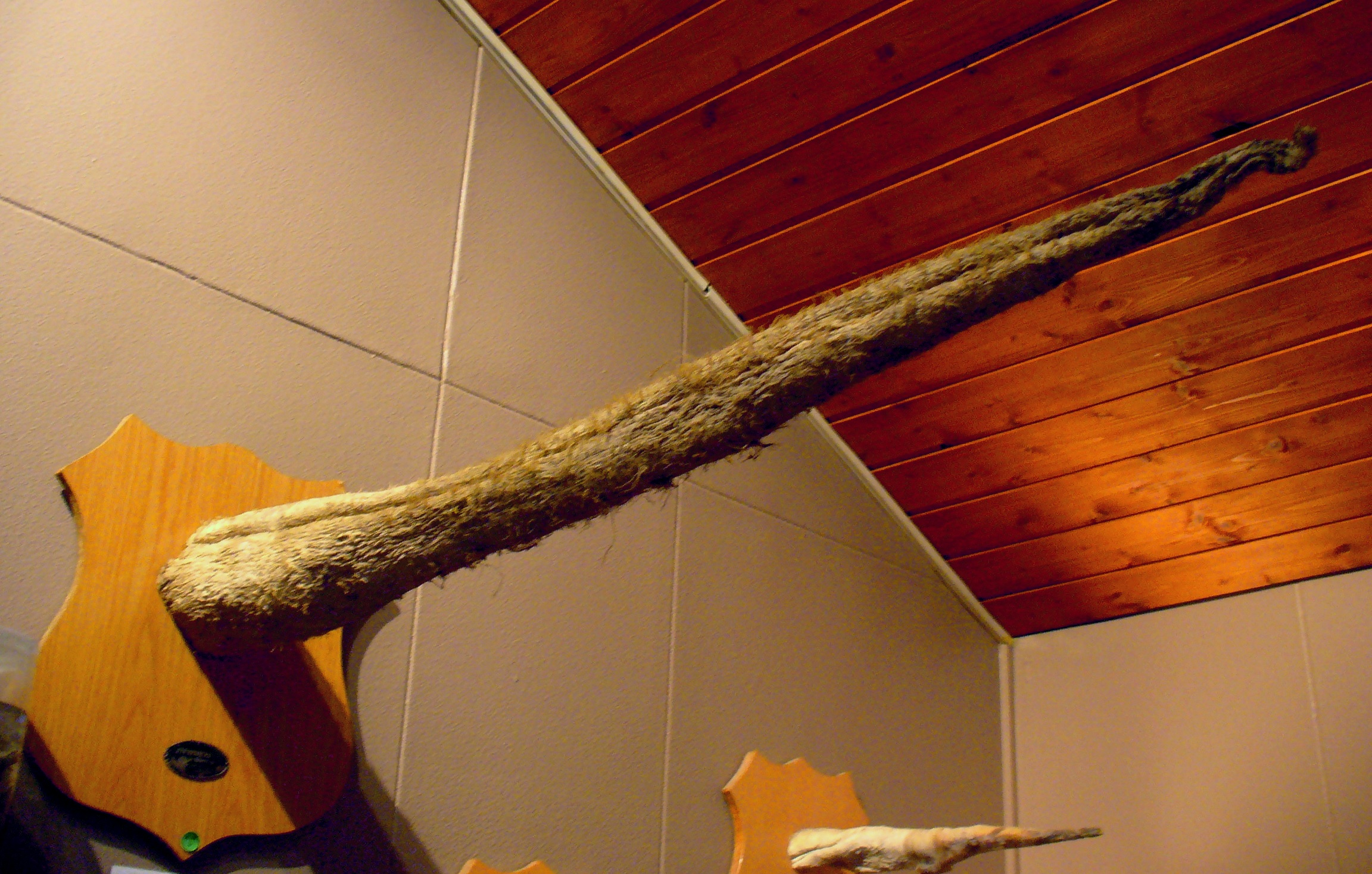
Plejtvák obrovský
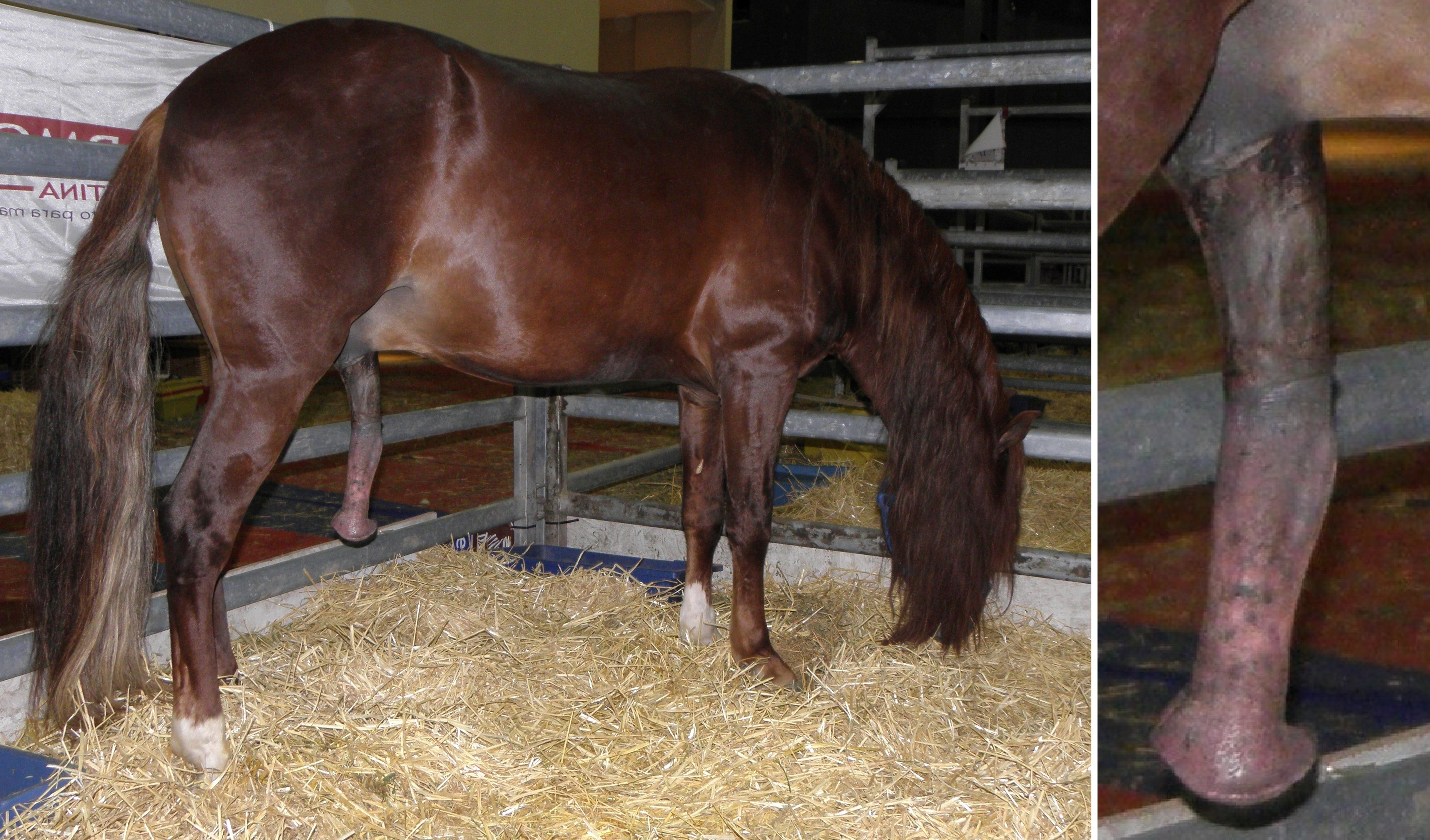
Kůň
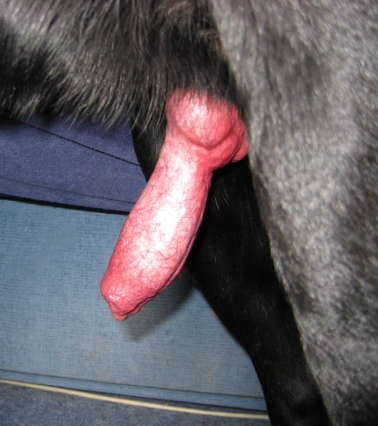
Labradorský retrívr
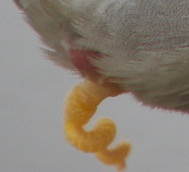
Kachna divoká